# Уолкотт (тауншип, Миннесота)
Уолкотт (англ. Walcott) — тауншип в округе Райс, Миннесота, США. На 2000 год его население составило 984 человека.

## География
По данным Бюро переписи населения США площадь тауншипа составляет 87,3 км², из которых 87,2 км² занимает суша, а 0,1 км² — вода (0,06 %).

## Демография
По данным переписи населения 2000 года здесь находились 984 человека, 334 домохозяйства и 276 семей.  Плотность населения —  11,3 чел./км².  На территории тауншипа расположено 343 постройки со средней плотностью 3,9 построек на один квадратный километр. Расовый состав населения: 98,78 % белых, 0,10 % коренных американцев, 0,61 % азиатов, 0,30 % — других рас США и 0,20 % приходится на две или более других рас. Испанцы или латиноамериканцы любой расы составляли 0,51 % от популяции тауншипа.
Из 334 домохозяйств в 42,2 % воспитывались дети до 18 лет, в 75,4 % проживали супружеские пары, в 3,3 % проживали незамужние женщины и в 17,1 % домохозяйств проживали несемейные люди. 14,1 % домохозяйств состояли из одного человека, при том 5,7 % из — одиноких пожилых людей старше 65 лет. Средний размер домохозяйства — 2,92, а семьи — 3,25 человека.
29,3 % населения — младше 18 лет, 6,9 % — в возрасте от 18 до 24 лет, 27,3 % — от 25 до 44, 24,8 % — от 45 до 64, и 11,7 % — старше 65 лет. Средний возраст — 38 лет. На каждые 100 женщин приходилось 106,3 мужчин.  На каждые 100 женщин старше 18 приходилось 111,6 мужчин.
Средний годовой доход домохозяйства составлял 58 594 доллара, а средний годовой доход семьи —  63 036 долларов. Средний доход мужчин —  38 482  доллара, в то время как у женщин — 25 556. Доход на душу населения составил 20 274 доллара. За чертой бедности находились 1,4 % семей и 4,0 % всего населения тауншипа, из которых 3,9 % младше 18 и 7,3 % старше 65 лет.